# بيتر هامبتون
بيتر هامبتون (بالإنجليزية: Peter Hampton)‏ (12 سبتمبر 1954 في المملكة المتحدة - 25 سبتمبر 2020) هو مدرب كرة قدم ولاعب كرة قدم بريطاني في مركز الدفاع. لعب مع ستوك سيتي وليدز يونايتد ونادي بيرنلي ونادي روتشديل ونادي كارلايل يونايتد.

## وصلات خارجية
- بيتر هامبتون على موقع قاعدة بيانات كرة القدم.إي يو (الإنجليزية)
- بيتر هامبتون على موقع عالم كرة القدم.نت (الإنجليزية)